# Haddada
Haddada (en àrab حدادة, Ḥaddāda; en amazic ⵃⴷⴷⴰⴷⴰ) és una comuna rural de la província de Kénitra, a la regió de Rabat-Salé-Kenitra, al Marroc. Segons el cens de 2014 tenia una població total de 15.898 persones.